# Àrea de Heschl
L'àrea de Heschl correspon a les àrees 41 i 42 de l'escorça cerebral. Correspon a l'àrea auditiva primària. Se situa al mig del gir superiror del lòbul temporal. Ens permet el sentit de l'audició mitjançant les aferències talámicas del geniculat medial.
L'estimulació d'aquesta àrea produeix sensacions auditives grolleres, com murmuris, brunzits o cops. Les lesions poden produir dificultat en la ubicació del so en l'espai i pèrdua de l'audició

## Nota
1. ↑  Loraine K. Obler; Kris Gjerlow. El lenguaje y el cerebro.  Ediciones AKAL, 3 setembre 2001, p. 44–. ISBN 9788483230909 [Consulta: 1r maig 2011].
2. ↑  George Yule; Antonio Benítez Burraco & Nuria Bel Rafecas. El lenguaje.  Ediciones AKAL, març 2007, p. 163–. ISBN 9788446025214 [Consulta: 2 maig 2011].